# Алверния
Холм Алверния (англ. Mount Alvernia) — вершина высотой 63 метра над уровнем моря в центральной части острова Кэт, Багамские Острова. Алверния является высочайшей точкой острова Кэт и государства Багамы.
Алверния была также известна ранее под названием Холм Комо (англ. Como Hill). На вершине Алвернии расположена церковь (ныне недействующая), построенная в 1939 году римским католическим священником монсеньором Джоном Хавесом. Он же переименовал вершину в Алвернию. На вершину холма ведёт каменная лестница.